# ヨーロッパ熱波 (2003年)
ヨーロッパ熱波（ヨーロッパねっぱ）は、2003年7月から8月にかけて西ヨーロッパ地域の大半が影響を受けた熱波の名称である。この熱波による高温は7月から8月に顕著に現れ、1540年以来の記録的な暑さとなった。
この熱波は特にフランスで被害が大きかった。また、数カ国で健康危機をもたらし、南ヨーロッパの一部地域では干ばつの影響もあり農作物不足となった。この熱波による死者は7万人を超えるという推定がある。

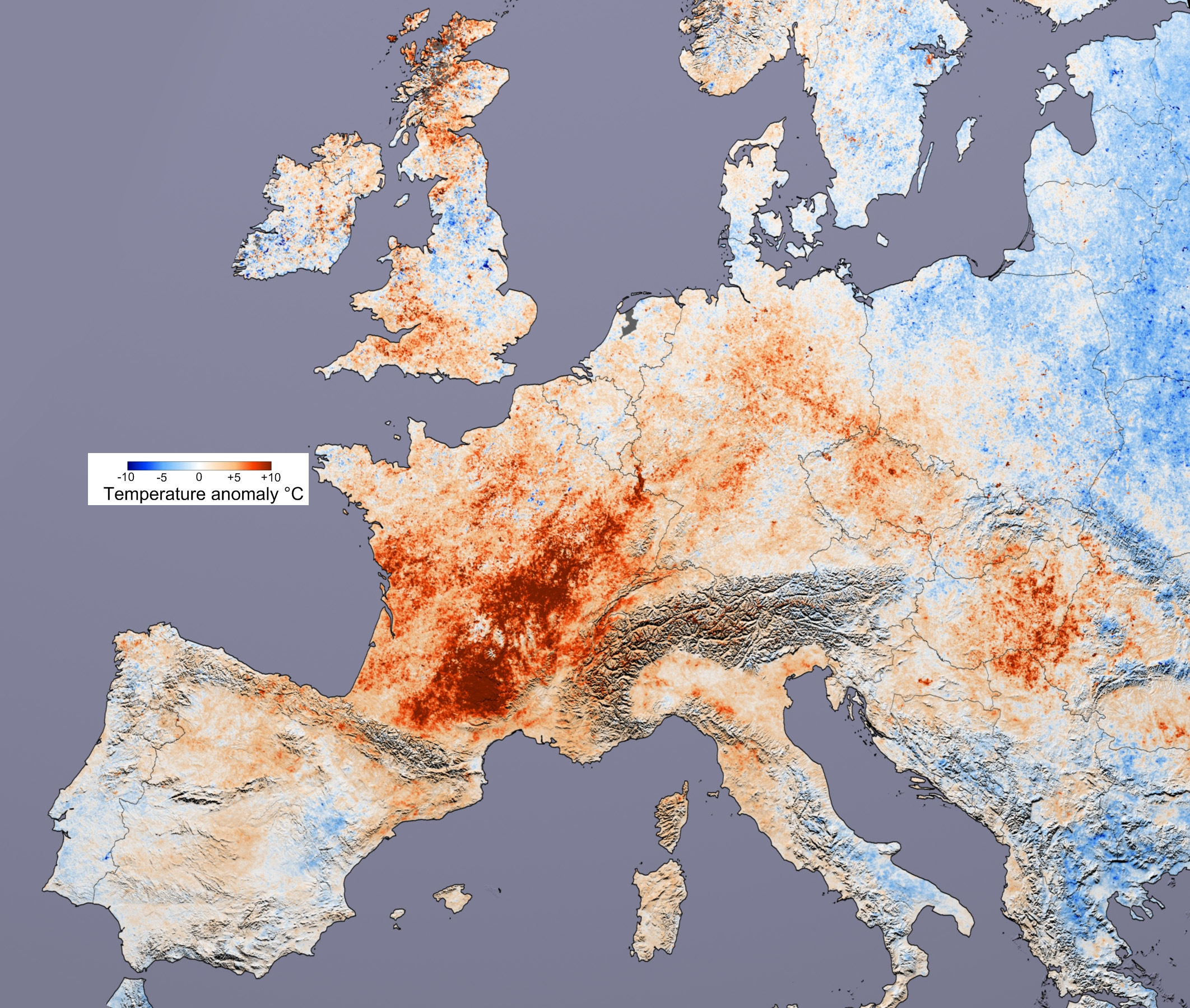
2003年7月20日-8月20日の気温と平均気温（2000年-2002年、2004年）の差

## 被害・影響

### フランス

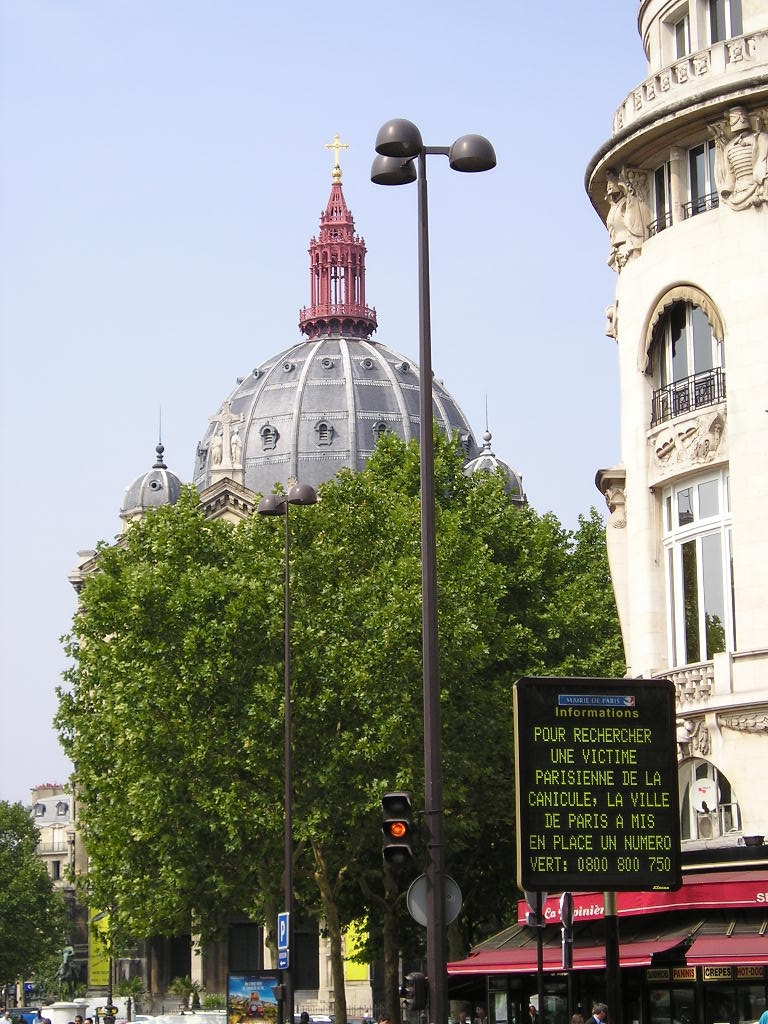
パリの公共標識。「熱波によるパリ人の犠牲者情報については次の番号で電話してください」と書いてある。

この熱波の影響で、フランス国内では元々夏に比較的暑くなる地域として知られていたヨンヌ県では、2003年8月初旬に8日連続で40℃以上の気温が観測された。
フランスでは75歳以上の高齢者を中心に14,800人以上が熱波により死亡している。
フランスは、特に北部地域において、夏でも基本的にはそれほど暑くならない。このことが人的被害が大きくなった原因と考えられている。と言うのも、突然の熱波に襲われたため、ほとんどの人が脱水症状に陥った場合の対応ができなかったこと、多くの住宅や施設に空調が備えられていないこと、自然災害や人災による緊急マニュアルが策定されていても高温は対象外であったことが挙げられる。
この熱波をきっかけに、フランス政府は全国熱中症警戒情報システム（SACS）の開発が決定された。

### ポルトガル
ポルトガルでは2,007人が熱波により死亡している。
2003年8月1日には夜間でも30℃以上の気温となり、ここ数世紀では記録的な暑さであった。同日には森林火災が発生し、シロッコもあり延焼を招いた。この火災では18人が死亡した。
ヨーロッパで暑い都市に数えられるアマレレジャは48℃の気温が観測された。

### オランダ
オランダでは1,200 - 2,200人が熱波により死亡した（関連性の可能性があるもの含む）。
8月7日にリンブルフ州のアルセンで37.8℃の気温を観測した（オランダ一の最高気温は38.6℃である）。翌日も37.7℃、8月12日にも37.2℃の気温が観測された。

### スペイン
スペインは2003年に3回の熱波が押し寄せており、夏全体で見ると4万人以上の死者が出ている。ある報道では死者は約4200人としているが、国連国際防災戦略では死者は141人となっている。
観測された気温は以下の通りである。
- ヘレス・デ・ラ・フロンテーラ 45.1°C
- ジローナ 41°C[14]
- ブルゴス 38.8℃[15]
- サン・セバスティアン 38.6°C[15]
- ポンテベドラ 36°C[16]
- バルセロナ 36°C[17]
- セビリア 45.2 °C (113.4 °F) (1995年の記録は46.6°C)[18]

### イタリア
イタリアでは約2万人が死亡した。シチリア州のカテナヌオーヴァの気象観測所では2003年7月の平均気温が31.5℃で、同月17日の最高気温が46℃であった。6-8月の平均最高気温はそれぞれ36℃、38.9℃、38℃である。

### ドイツ
ドイツでは5,250 - 7,200人が死亡した。

### スイス
スイスでは975人が死亡した。
グラオビュンデン州のグローノ (スイス)では8月11日に観測史上最高気温となる41.5℃を観測した。

### イギリス
イギリスでは2,045人が死亡した。
7月下旬から8月上旬までは大西洋の低気圧の影響で気温が低い傾向にあったが、8月3日以降になると気温は急上昇した。8月10日にはケントのフェイバーシャム付近で国内最高気温を更新する38.5℃を観測したほか、スコットランドでもグレイクロックで最高気温32.9℃を観測した。

### ベルギー
ベルギーでは150人が死亡した。

### ラトビア
ラトビアでは15人が死亡した。

### アイルランド
アイルランドは他国よりも高温というわけではなかったが、平均より暖かかった。2003年8月の気温は平均気温を2℃ほど上回り、最も暖かい8月となった。
観測された最高気温は8月8日で、メイヨー県ベルデリッグの30.3℃であった。

### スウェーデン
スウェーデンでは2002年と比較すると2003年の方が気温は低かったようである。スウェーデン南部のルンドでは8月平均気温が23.9℃と高めであったことから、少なくとも熱波の影響はあったようである。

## 農作物の影響
南ヨーロッパでは干ばつもあり、農作物収穫量の減少が見られた。
欧州連合の被害額は合わせて130億ユーロと推定され、中東欧10カ国の被害額は合わせて6億ユーロを超えている。

### 小麦
以下は小麦の減少した割合（2002年と比較）を示している。
- ポルトガル - 55.8%
- アイルランド - 30.5%
- フランス - 20.8%
- オランダ - 20.3%
- デンマーク - 17.6%
- オーストリア - 17.2%
- スウェーデン - 16.6%
- ギリシャ - 15.9%
- フィンランド - 12.1%
- イギリス - 9.1%
- イタリア - 7.9%
- ドイツ - 7.6%
- ベルギー - 6.9%
- スペイン - 2.7%
- 欧州連合15カ国 - 10.8%
- ウクライナ - 75%（熱波の影響かどうかは不明）[要出典]
- モルドバ - 80%[要出典]

中東欧でも5 - 10%程度の減少が見られ、欧州の総生産では1億トンの減少が見られた。

### ブドウ
ブドウも熱波の影響を受け、早く熟れ、水分量を少なくさせた。一部の葡萄園は最適な糖度になり、アルコール度数12 - 12.5%のワインが予想される。雨に備え、収穫は早めに始められた（概ね9月に収穫される区域は8月中旬に収穫が開始された）。

## 海洋の影響
この高温は地中海の海面温度と海流の変化にも影響し、2003年の夏が終わっても続いたという。